# Prince Polo

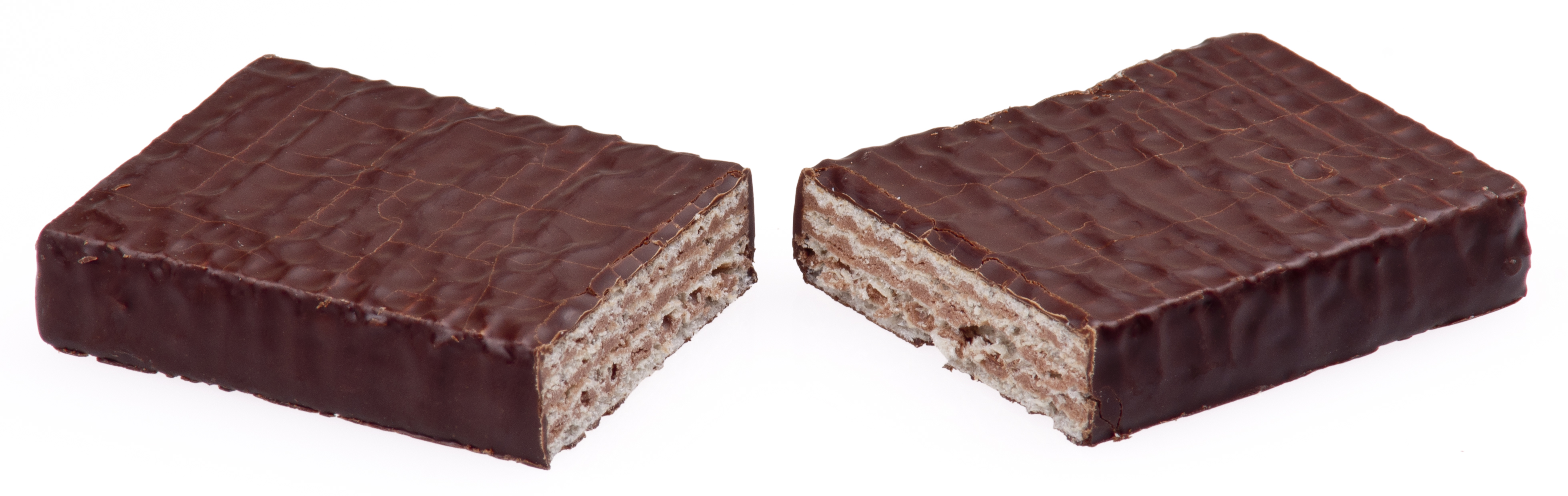
Prince Polo

Prince Polo ist eine Schokowaffel, die 1955 von der polnischen Firma Olza aus Cieszyn, die bereits seit 1920 Süßwaren produzierte, auf den Markt gebracht wurde. Das Unternehmen wurde 1993 von Kraft Jacobs Suchard gekauft, das sich seit 2012 Mondelēz International nennt. Prince Polo wird in Polen, sowie in Tschechien, der Slowakei, Ungarn, Litauen, Lettland, Malta und der Ukraine – teilweise unter der Bezeichnung Siesta – vertrieben. In Island wurde das Produkt mit großem Erfolg unter der Marke Prins Póló auf den Markt gebracht.